# Мигаль Степан Іванович
Мигаль Степан Іванович (Псевдо:«Гонта», «Лобода»; 19 жовтня 1918, с. Лешнів, Бродівський район, Львівська область — 18 березня 1946, біля с. Лісові, Бродівський район, Львівська область) — керівник Лешнівського кущового проводу ОУН, Лицар Срібного хреста бойової заслуги УПА 1 класу.

## Життєпис
Народився у сім'ї Івана та Марії Мигалів. Освіта — 6 класів народної школи. Активний учасник культурно-освітнього життя села, зокрема в товаристві «Просвіта». Член ОУН із 1939 р. Станичний провідник ОУН с. Лешнів (1939—1941) і одночасно керівник Лешнівського підрайонного проводу ОУН (на 12.1940).
21 грудня 1940 року при спробі арешту органами НКВС здійснив втечу, перейшов на нелегальне становище та діяв у підпіллі до початку німецько-радянської війни. У липні-серпні 1941 р. був одним з організаторів державотворчих процесів в регіоні та створення органів української влади. Керівник Лешнівського підрайонного (1941—1944), а відтак Лешнівського кущового (осінь 1944 — 03.1946) проводів ОУН.
Загинув у криївці. Вістун УПА (?)

## Нагороди
- Згідно з Наказом військового штабу воєнної округи 2 «Буг» ч. 3/48 від 23.10.1948 р. вістун УПА, керівник Лешнівського кущового проводу ОУН Степан Мигаль — «Гонта» за успішний бій кущової боївки із переважаючими силами ворога 27.02.1945 р. у лісі біля с. Грималівка Бродівського р-ну.нагороджений Срібним хрестом бойової заслуги УПА 1 класу.

## Вшанування пам'яті
- 15.02.2018 р. від імені Координаційної ради з вшанування пам'яті нагороджених Лицарів ОУН і УПА у м. Броди Львівської обл. Срібний хрест бойової заслуги УПА 1 класу (№ 023) переданий на зберігання у Бродівський історико-краєзнавчий музей.